# Annunciazione Malchiostro

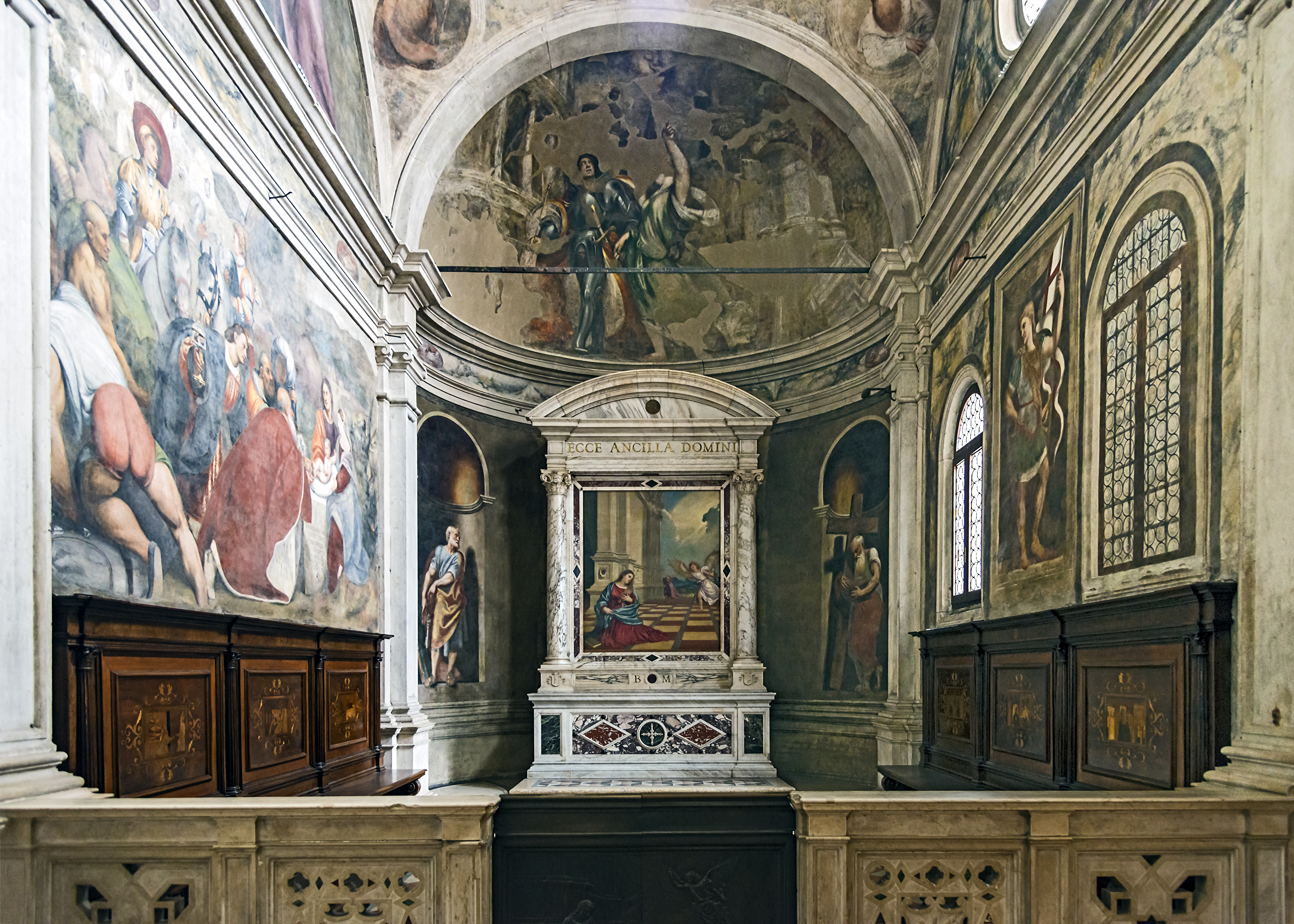
La Cappella Malchiostro

L'Annunciazione Malchiostro è un dipinto a olio su tavola (210x176 cm) di Tiziano eseguito nel 1520 e conservato nella Cattedrale di Treviso nell'omonima cappella. Recentemente, durante il restauro eseguito tra il 2021 e il 2022, è stata rivelata dopo secoli la firma «TITIANUS P[INXIT] MDXX» accompagnata dalla citazione del committente, posta in basso a destra sulla tavola.

## Storia
La cappella del Malchiostro, collocata a sinistra dell'altare maggiore, accanto alla Sacrestia, fu commissionata da Broccardo Malchiostro, plenipotenziario del vescovo-umanista Bernardo de Rossi. Progettata da Tullio e Antonio Lombardo,  venne completata entro l'ottobre 1519. Il Pordenone la affrescò nel 1520 ed entro il 5 gennaio 1523 essa era completata in ogni decorazione. 
I canonici trevigiani, esponenti della nobiltà locale, giudicarono infatti l'inserimento del committente troppo audace, se non sacrilego, e lo sconciarono con la pece, come ne da testimonianza una vertenza giudiziaria del 1526. 
L’opera, prima dell’ultimo restauro che ha restituito l’originale pellicola pittorica celata da varie ridipinture, risultava sottovalutata nel catalogo tizianesco, in verità dovette invece godere di un notevole interesse, rivoluzionando l'impostazione tipica dell'annunciazione. Lorenzo Lotto poté  vederla in una sua visita  a Treviso e vi si ispirò per l'Annunciazione di Recanati. 

## Descrizione e stile
Nella navata di una chiesa con un pavimento a scacchi ha luogo l'annunciazione. Invece di rappresentare come di consueto l'angelo a sinistra e Maria a destra, Tiziano rivoluzionò l'iconografia rappresentando la Madonna in primo piano rivolta verso lo spettatore e l'angelo indietro, lontano lungo una diagonale, che compie uno slancio verso Maria spinto dalla luce divina alle sue spalle. Inginocchiato al centro ma lontano da piano frontale si trova poi il committente, il canonico Broccardo Malchiostro.
Se l'angelo appare un po' impacciato e l'emanazione luminosa non all'altezza dell'Assunta o della Pala Gozzi di quegli stessi anni, spicca la figura di Maria, dilatata nel suo ampio mantello, pesante e setoso al tempo stesso, e colta con una maggiore naturalezza, col libro poggiato a terra per lo stupore, mentre compie il gesto di voltarsi con solennità, senza titubanza o timore.